# El Mallol (Viver)
El Mallol és una masia de Viver, al municipi de Viver i Serrateix (Berguedà), inclosa en l'Inventari del Patrimoni Arquitectònic de Catalunya.

## Descripció
Masia orientada al sud-est del tipus II segons la classificació de J. Danés. Té la coberta a dues vessants i amb el carener perpendicular a la façana principal. És un edifici simètric de tres plantes sense ampliacions ni construccions annexes i construït amb pedra i tàpia. Les obertures es distribueixen de manera simètrica. Totes elles són fetes amb carreus i llindes de pedra o bé arcs rebaixats.

## Història
Sobre la porta principal de Cal Maiol consta la data 1904, tot i que sembla possible que l'edifici sigui anterior.